# 仙台市立松陵西小学校
仙台市立松陵西小学校（せんだいしりつ しょうりょうにししょうがっこう）は、かつて宮城県仙台市泉区松陵三丁目にあった公立小学校である。

## 概要
仙台市の泉区の松陵ニュータウン内に人口急増に伴い　児童数が急増して従来の松陵小学校だけでは対応しきれなくなったために、ニュータウン内に新たに小学校が開校となった。

## 所在地
- 仙台市泉区松陵3丁目35番地

## 沿革
- 1991年（平成3年）4月1日 - 仙台市立松陵小学校、仙台市立七北田小学校より分離開校
- 2013年（平成25年）3月 - 松陵ニュータウン内の児童数減少に伴い、松陵小学校と統合して仙台市立泉松陵小学校が開校。校舎は引き続き松陵西小学校を使用する[1]。

## 学区
- 松陵1丁目の大部分、2丁目、3丁目、永和台、歩坂町

## 卒業後
- 松陵地域に住んでいる児童は松陵中学校に、歩坂町・永和台に住んでいる児童は向陽台中学校に進学する。